# Красный Колодец (Рязанская область)
Красный Колодец — поселок в Пронском районе Рязанской области. Входит в Мамоновское сельское поселение

## География
Находится в юго-западной части Рязанской области на расстоянии приблизительно 10 км на юг по прямой от районного центра города Пронск.

## История
Согласно карте Менде на этом месте к 1850 году располагалась деревня Рюмки (Ендовищи) с 28 дворами. В 1859 году здесь (тогда деревня Скопинского уезда Рязанской губернии) было учтено 56 дворов, в 1897 — 15. Переименование деревни и изменение статуса (на поселок) относится, очевидно, уже к советскому периоду.

## Население
Численность населения: 287 человек (1859 год), 222 (1897), 15 в 2002 году (русские 100 %), 21 в 2010.